# Sekventiell manuell växellåda

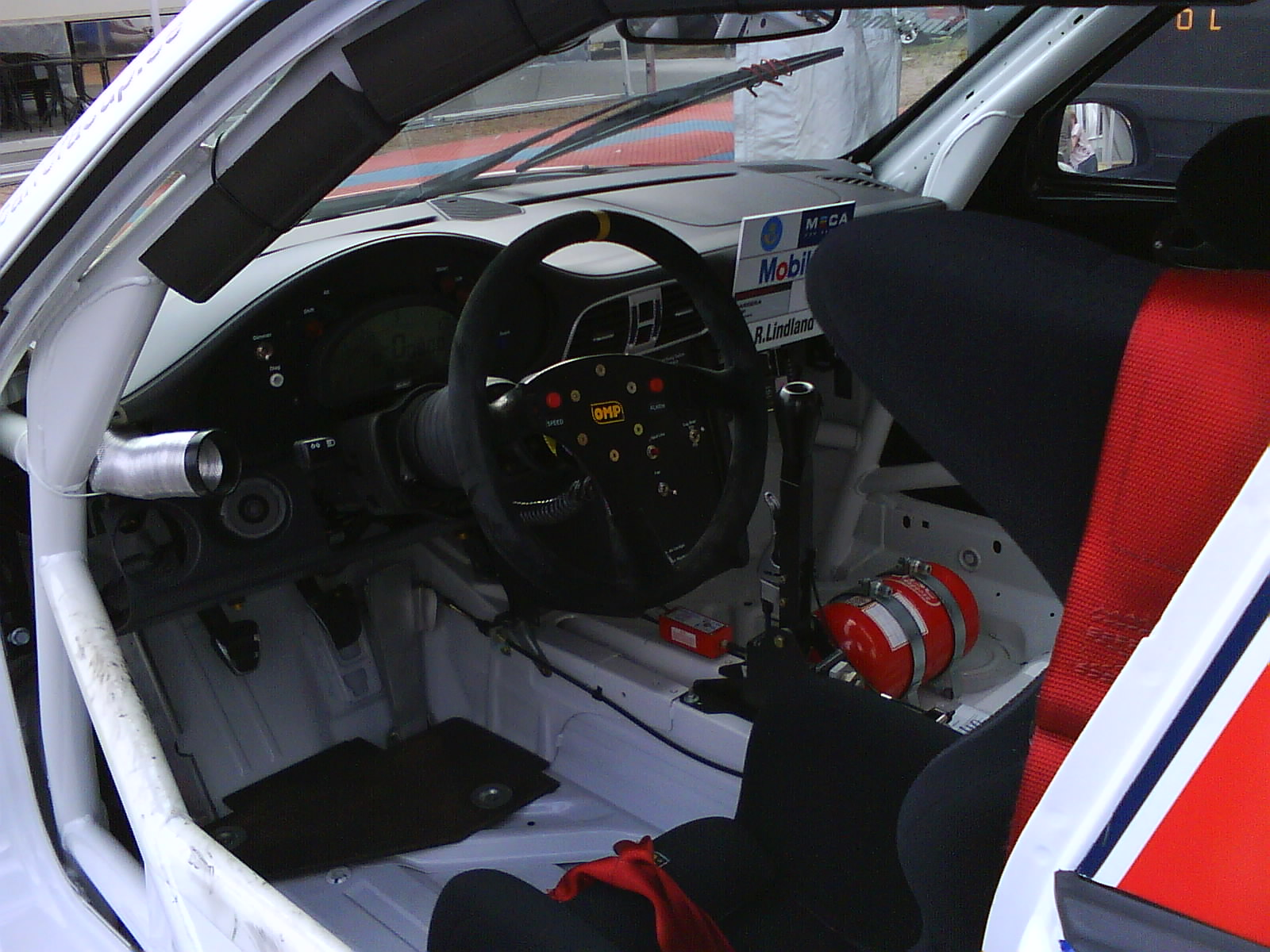
Insidan av en Porsche 911 GT3 Cup 997 använd i Porsche Carrera Cup Scandinavia, med den sekventiella växelspaken synlig till höger om ratten.

Sekventiell manuell växellåda är en typ av manuell växellåda, som främst används på motorcyklar och tävlingsbilar. Växlarna ligger på rad och det är inte möjligt att hoppa över växlar, som på en vanlig H-låda.
I en vanlig manuell växellåda kan föraren flytta växelspaken till valfri position för att byta till en annan växel. En sådan växellåda brukar kallas H-låda, eftersom man flyttar växelspaken likt bokstaven H. Kopplingspedalen måste vara nedtryckt under växlingen, vilket medför att bilens motor inte driver. Denna växlingsmetod är för tävlingssammanhang mycket långsam och det är lätt att föraren begår misstag i växlingen. Det gör att den inte lämpar sig för biltävlingar. Denna olämplighet startade utvecklingen av den sekventiella växellådan.
På en sekventiell manuell växellåda sker växlingen genom att föraren trycker fram växelspaken eller drar den bakåt, för att byta växel. I många standardvagnar dras spaken bakåt (mot föraren) för att växla ned, och trycks fram för att växla upp. Detta kan dock skilja mellan olika bilar. Kopplingen är elektroniskt styrd.